# Juliana Canfield
Juliana Canfield (18 febbraio 1992) è un'attrice statunitense.

## Biografia
Dopo aver conseguito la laurea in letteratura inglese cum laude all'Università Yale nel 2014, è tornata alla sua alma mater per specializzarsi in recitazione, diplomandosi nel 2017.
Ha esordito sul piccolo schermo nel 2018 interpretando Jess Jordan nella serie televisiva Succession, tornando a ricoprire la parte nelle tre stagioni successivi e vincendo due Screen Actors Guild Award per il miglior cast in una serie drammatica, rispettivamente nel 2022 e nel 2024. Da allora ha interpretato ruoli principali in Y: L'ultimo uomo, The Calling e nella dodicesima stagione di American Horror Story. Attiva anche in campo teatrale, ha recitato regolarmente nell'Off-Broadway a partire dal 2018 e nel 2024 ha esordito a Broadway nel dramma Stereophonic; per la sua interpretazione nel ruolo di Holly è stata candidata al Tony Award alla miglior attrice non protagonista in un'opera teatrale.

## Filmografia

### Cinema
- The Assistant, regia di Kitty Green (2019)
- On the Rocks, Sofia Coppola (2020)

### Televisione
- Succession - serie TV, 25 episodi (2018-2023)
- Storie incredibili (Amazing Stories) - serie TV, episodio 1x5 (2020)
- Y: L'ultimo uomo (Y: The Last Man) - serie TV, 10 episodi (2021)
- The Calling - serie TV, 8 episodi (2022)
- American Horror Story - serie TV, 5 episodi (2023-2024)

## Teatro
- He Brought Her Heart Back in a Box di Adrienne Kennedy. Theatre for a New Audience dell'Off-Broadway (2018)
- The House That Will Not Stand di Marcus Gardley. New York Theatre Workshop dell'Off-Broadway (2018)
- Sunday di Jack Thorne. Atlantic Theater Company dell'Off-Broadway (2019)
- Fefu and Her Friends di María Irene Fornés. Theatre for a New Audience dell'Off-Broadway (2019)
- Sophomoric di David Adjmi. Playwrights Horizons dell'Off-Broadway (2023), John Golden Theatre di Broadway (2024)

## Riconoscimenti
- Screen Actors Guild Award
  - 2022 - Miglior cast in una serie drammatica per Succession
  - 2024 - Miglior cast in una serie drammatica per Succession
- Tony Award
  - 2024 - Candidatura per la miglior attrice non protagonista in un'opera teatrale per Stereophonic

## Doppiatrici italiane
- Maria Grazia Cerullo in Storie incredibili
- Giulia Franceschetti in American Horror Story